# 失くした言葉
「失くした言葉」（なくしたことば）は、日本のロックバンド・No Regret Lifeの2作目のシングル。

## 解説
メジャーデビューシングル「メロディー」から4ヶ月ぶりとなる2ndシングルであり、初めてタイアップのついた作品である。
初回生産版には『NARUTO』お面（うちはサスケ絵柄）が封入。

## 収録曲
1. 失くした言葉 (4:46)
TX系テレビアニメ『NARUTO -ナルト-』9代目エンディングテーマ（2005年4月6日 - 2005年6月29日放送分）。
2. ラストスマイル (3:20)
3. その瞬間に (3:40)

全曲、作詞/作曲：小田和奏 編曲：No Regret Life

## 収録アルバム
- Sign （#1, #3）